# Gaspare
Gaspare ist ein italienischer männlicher Vorname, die italienische Variante des deutschen Vornamens Kaspar.

## Namensträger
- Gaspare Aselli (1581–1626), italienischer Chirurg und Anatom
- Gaspare del Bufalo (1786–1837), Gründer der Kongregation der Missionare vom Kostbaren Blut
- Gaspare Carpegna (1625–1714), italienischer Geistlicher, Bischof und Kardinal der römisch-katholischen Kirche
- Gaspare Diziani (1689–1767), italienischer Maler
- Gaspare Stanislao Ferrari (1834–1903), italienischer Mathematiker, Astronom und Jesuit
- Gaspare Fodiga (um 1575–1624), Schweizer Architekt und Bildhauer
- Gaspare Fossati (1809–1883), venezianischer Architekt
- Gaspare Gorresio (1808–1891), italienischer Sanskritist
- Gaspare Grimaldi Bracelli (um 1477–1552), 56. Doge der Republik Genua
- Gaspare Landi (1756–1830), italienischer Maler
- Gaspare Mainardi (1800–1879), italienischer Mathematiker
- Gaspare Messina (1879–1957), italienisch-US-amerikanischer Mobster der Cosa Nostra
- Gaspare Mutolo (* 1940), ehemaliger sizilianischer Mafioso und Drogenhändler
- Gaspare Oliverio (1887–1956) – italienischer Archäologe
- Gaspare Pacchierotti (1740–1821), italienischer Opernsänger und Kastrat
- Gaspare Spontini (1774–1851), italienischer Komponist und Dirigent
- Gaspare Traversi (* 1722 oder 1723; † 1770), neapolitanischer Barockmaler
- Gaspare Vigarani (1588–1663), italienischer Ingenieur und Architekt
- Gaspare Weiß (1772–1852), italienischer Kunsthändler und Verleger